# Пам'ятки монументального мистецтва Львова
У Львові згідно з даними Львівської міської ради нараховується 89 пам'яток монументального мистецтва, з яких 3 — національного значення.
| #  | Назва | Адреса                                            |
| -- | --- | ------------------------------------------------- |
| 1  | Ансамбль оборонних споруд Цитадель — місце концентраційного табору «Шталаг-328»                                | вул. Грабовського, 11                             |
| 2  | Комплекс пам'яток «Личаківський цвинтар» (пам'ятка національного значення)                                     | вул. Мечникова, 33                                |
| 3  | Пам'ятник на могилі Саравеллі Ю                                                                                | Личаківське кладовище, поле 7                     |
| 4  | Пам'ятник на могилі сім'ї Гофманів-Фоглів                                                                      | Личаківське кладовище, поле 2                     |
| 5  | Пам'ятник Грушевському М., видатному історику, першому Президенту УНР у 1918 р.                                | вул. Грушевського                                 |
| 6  | Пам'ятник жертвам фашизму (львівське гетто)                                                                    | вул. С.Кушевича                                   |
| 7  | Пам'ятник Міцкевичу А., польському поетові (пам'ятка національного значення)                                   | пл. Міцкевича                                     |
| 8  | Пам'ятник на могилі Арматиса Г.                                                                                | Личаківське кладовище, поле 2                     |
| 9  | Пам'ятник на могилі Бауера М.                                                                                  | Личаківське кладовище, поле 5                     |
| 10 | Пам'ятник на могилі Бем М.                                                                                     | Личаківське кладовище, поле 56                    |
| 11 | Пам'ятник на могилі Біша А.                                                                                    | Личаківське кладовище, поле 5                     |
| 12 | Пам'ятник на могилі Боггофвунд Й.                                                                              | Личаківське кладовище, поле 14                    |
| 13 | Пам'ятник на могилі Гауснера Й. (Яна) (старшого)                                                               | Личаківське кладовище, поле 8                     |
| 14 | Пам'ятник на могилі Гешопфа Ф.                                                                                 | Личаківське кладовище, поле 12                    |
| 15 | Пам'ятник на могилі Голембської А.                                                                             | Личаківське кладовище, поле 11                    |
| 16 | Пам'ятник на могилі Дзюні                                                                                      | Личаківське кладовище, поле 12                    |
| 17 | Пам'ятник на могилі Дібель-Кройс М.                                                                            | Личаківське кладовище, поле 15                    |
| 18 | Пам'ятник на могилі Жлобніцької М.                                                                             | Личаківське кладовище, поле 21                    |
| 19 | Пам'ятник на могилі Зарванського С.                                                                            | Личаківське кладовище, поле 15                    |
| 20 | Пам'ятник на могилі Зборовського С.                                                                            | Личаківське кладовище, поле 2                     |
| 21 | Пам'ятник на могилі Зенткевича В.                                                                              | Личаківське кладовище, поле 15                    |
| 22 | Пам'ятник на могилі Зіверта Д.                                                                                 | Личаківське кладовище, поле 19                    |
| 23 | Пам'ятник на могилі Зігель С.                                                                                  | Личаківське кладовище, поле 2                     |
| 24 | Пам'ятник на могилі Ільського Е.                                                                               | Личаківське кладовище, поле 15                    |
| 25 | Пам'ятник на могилі Карла фон Руссецького                                                                      | Личаківське кладовище, поле 19                    |
| 26 | Пам'ятник на могилі Кіршнера В.                                                                                | Личаківське кладовище, поле 6                     |
| 27 | Пам'ятник на могилі Кісте К.                                                                                   | Личаківське кладовище, поле 20                    |
| 28 | Пам'ятник на могилі Косціцького А.                                                                             | Личаківське кладовище, поле 7                     |
| 29 | Пам'ятник на могилі Кукальського Ю.                                                                            | Личаківське кладовище, поле 21                    |
| 30 | Пам'ятник на могилі Кшечуновича П.                                                                             | Личаківське кладовище, поле 71                    |
| 31 | Пам'ятник на могилі Ліпінської М.                                                                              | Личаківське кладовище, поле 22                    |
| 32 | Пам'ятник на могилі Лукаса Ріттера фон Огановича                                                               | Личаківське кладовище, поле 7                     |
| 33 | Пам'ятник на могилі Марцінковської Ю.                                                                          | Личаківське кладовище, поле 5                     |
| 34 | Пам'ятник на могилі Меленевської Р.                                                                            | Личаківське кладовище, поле 19                    |
| 35 | Пам'ятник на могилі Моравець Ю.                                                                                | Личаківське кладовище, поле 22                    |
| 36 | Пам'ятник на могилі Нарбоні Жана Марії                                                                         | Личаківське кладовище, поле 19                    |
| 37 | Пам'ятник на могилі Неватер Ю.                                                                                 | Личаківське кладовище, поле 10                    |
| 38 | Пам'ятник на могилі Ордона Ю.                                                                                  | Личаківське кладовище, поле 1                     |
| 39 | Пам'ятник на могилі Остермана (Леось) Ернста                                                                   | Личаківське кладовище, поле 2                     |
| 40 | Пам'ятник на могилі Пєчонки Я.                                                                                 | Личаківське кладовище, поле 71                    |
| 41 | Пам'ятник на могилі Подлєвського С.                                                                            | Личаківське кладовище, поле 14                    |
| 42 | Пам'ятник на могилі Постембської Ю.                                                                            | Личаківське кладовище, поле 10                    |
| 43 | Пам'ятник на могилі Рамаха М.                                                                                  | Личаківське кладовище, поле 11                    |
| 44 | Пам'ятник на могилі Ріхтера Ф.                                                                                 | Личаківське кладовище, поле 9                     |
| 45 | Пам'ятник на могилі сестер Облочинських Герміни і Дороти                                                       | Личаківське кладовище, поле 50                    |
| 46 | Пам'ятник на могилі сім'ї Ванічків                                                                             | Личаківське кладовище, поле 5                     |
| 47 | Пам'ятник на могилі сім'ї Івановичів                                                                           | поле 2                                            |
| 48 | Пам'ятник на могилі сім'ї Равських (похов. арх. Садловський В.)                                                | Личаківське кладовище, поле 2                     |
| 49 | Пам'ятник на могилі сім'ї Крувчинських                                                                         | вул. Мечнікова, Личаківське кладовище, поле 1     |
| 50 | Пам'ятник на могилі сім'ї Леваковських                                                                         | Личаківське кладовище, поле 5                     |
| 51 | Пам'ятник на могилі сім'ї Левицьких                                                                            | Личаківське кладовище, поле 68                    |
| 52 | Пам'ятник на могилі сім'ї Марковських Людвіка і Катажини                                                       | Личаківське кладовище, поле 69                    |
| 53 | Пам'ятник на могилі сім'ї Мошинських                                                                           | Личаківське кладовище, поле 2                     |
| 54 | Пам'ятник на могилі сім'ї Фест (гробниця)                                                                      | Личаківське кладовище, поле 71                    |
| 55 | Пам'ятник на могилі сімей Брайєрів, Тренклів і Вайглів                                                         | Личаківське кладовище, поле 10                    |
| 56 | Пам'ятник на могилі сімей Трушковських і Закрейсів                                                             | Личаківське кладовище, поле 1                     |
| 57 | Пам'ятник на могилі Сляма Ф.                                                                                   | Личаківське кладовище, поле 57                    |
| 58 | Пам'ятник на могилі Странської А.                                                                              | Личаківське кладовище, поле 15                    |
| 59 | Пам'ятник на могилі Торосевича Ю.                                                                              | Личаківське кладовище, поле 5                     |
| 60 | Пам'ятник на могилі Тхужевського Ю.                                                                            | Личаківське кладовище, поле 7                     |
| 61 | Пам'ятник на могилі Ф. фон Гауера                                                                              | поле 7                                            |
| 62 | Пам'ятник на могилі Ф. фон Руффа                                                                               | Личаківське кладовище, поле 20                    |
| 63 | Пам'ятник на могилі Фогля Х.                                                                                   | Личаківське кладовище, поле 2                     |
| 64 | Пам'ятник на могилі Хвалибога А.                                                                               | Личаківське кладовище, поле 11                    |
| 65 | Пам'ятник на могилі Цемирського М.                                                                             | Личаківське кладовище, поле 3                     |
| 66 | Пам'ятник на могилі Чайковської Ц.                                                                             | Личаківське кладовище, поле 7                     |
| 67 | Пам'ятник на могилі Шабінгерів Т. і Ю.                                                                         | Личаківське кладовище, поле 10                    |
| 68 | Пам'ятник на могилі Шайнохи К.                                                                                 | Личаківське кладовище, поле 58                    |
| 69 | Пам'ятник на могилі Шеркмешича М.                                                                              | Личаківське кладовище, поле 5                     |
| 70 | Пам'ятник на могилі Шрангнер Ю.                                                                                | Личаківське кладовище, поле 10                    |
| 71 | Пам'ятник на могилі Щепановського С.                                                                           | Личаківське кладовище, поле 1                     |
| 72 | Пам'ятник на могилі Яворського Ф.                                                                              | Личаківське кладовище, поле 13                    |
| 73 | Пам'ятник на могилі сім'ї Балутовських                                                                         | Личаківське кладовище, поле 6                     |
| 74 | Пам'ятник на честь 125-річчя товариства «Просвіта»                                                             | вул. Лисенка, сквер                               |
| 75 | Пам'ятник Панчишину М., українському лікарю-інтерністу, співзасновнику Народної Лічниці ім. Андрея Шептицького | вул. Некрасова, сквер                             |
| 76 | Пам'ятник Понінської М.-А.                                                                                     | Личаківське кладовище, поле 7                     |
| 77 | Пам'ятник співробітникам органів внутрішніх справ Львівщини                                                    | пл.ген. Григоренка                                |
| 78 | Пам'ятник Стефанику В. С., українському письменнику-новелісту                                                  | вул. Стефаника, 2                                 |
| 79 | Пам'ятник Трушу І. І., українському художнику                                                                  | між вулицями І.Франка-Паркова, сквер              |
| 80 | Пам'ятник Тудору С. Й., українському письменнику                                                               | пл. Маланюка                                      |
| 81 | Пам'ятник Франку І. Я, українському письменнику і вченому                                                      | м. Винники, вул. Галицька, сквер                  |
| 82 | Пам'ятник Франку І. Я, українському письменнику і вченому (пам'ятка національного значення)                    | вул. Університетська (парк ім. І.Франка)          |
| 83 | Пам'ятник Франку І.Я, українському письменнику і вченому                                                       | вул. І.Франка, 152                                |
| 84 | Пам'ятник Шашкевичу М. С., українському письменнику                                                            | вул. Коперника, (біля музею «Русалки Дністрової») |
| 85 | Пам'ятник Шевченку Т. Г., українському поету і художнику                                                       | вул. Личаківська,177                              |
| 86 | Пам'ятник Шевченку Т. Г., українському поету і художнику                                                       | пр. Свободи                                       |
| 87 | Пам'ятник Шевченку Т. Г., українському поету і художнику                                                       | м. Винники, вул. Шевченка, 11                     |
| 88 | Пам'ятник Лесі Українці, українській поетесі                                                                   | вул. В.Караджича,5 (подвір'я СШ № 75)             |
| 89 | Старе єврейське кладовище                                                                                      | вул. Рапопорта                                    |

## Джерело
інформація на сайті Львівської міської ради